# Shicang
Shicang (kinesiska: 石苍) är en socken i sydöstra Kina. Den ligger i Xianyou härad i staden Putian i provinsen Fujian, omkring 76 kilometer sydväst om provinshuvudstaden Fuzhou. Antalet invånare är 5 465. Befolkningen består av 2 610 kvinnor och 2 855 män. Barn under 15 år utgör 18,0 %, vuxna 15-64 år 66 %, och äldre över 65 år 15,0 %.